# Бакаевы
Бакаевы — дворянский род, отрасль касимовского рода Сабанеевых. Тагай (сын Сабан-Алея) был родоначальником Бакаевых и Тарбеевых.
Некий Бакаев был жалован поместьем при царе Феодоре Ивановиче (в 1593 году). Один из Бакаевых — Иван Шемяков — в XVII ст. был московским дворянином. В 1699 г. пять Бакаевых владели населенными имениями.

## Описание герба
Щит разделён горизонтально на две части, из коих в верхней в голубом поле между двумя шестиугольными золотыми звездами изображён золотой же полумесяц, рогами в правую сторону обращённый. В нижней части в золотом поле крестообразно означены: сабля, лук и колчан со стрелами.
Щит увенчан обыкновенным дворянским шлемом с дворянскою на нём короною и тремя страусовыми перьями. Намёт на щите голубой, подложенный золотом.